# Ханникат, Гейл
Гейл Ханникат (англ. Gayle Hunnicutt, 6 февраля 1943 — 31 августа 2023) — американская актриса.

## Биография
Гейл Ханникат родилась в Форт-Уэрте, штат Техас и получила образование в Калифорнийском университете в Лос-Анджелесе. В начале шестидесятых она начала карьеру модели, а в 1966 году дебютировала в фильме «Дикие ангелы». В последующие несколько лет она добилась известности по ролям красивых и опасных женщин в таких фильмах как «Пи Джей» с Раймондом Барром и «Марлоу» Джеймсом Гарнером.
В 1970 году, выйдя замуж за актёра Дэвида Хеммингса, Гейл Ханникат переехала в Англию и снималась в основном в британских фильмах и мини-сериалах, таких как «Скорпион» и «Легенда адского дома». Позже она вернулась в Америку и снялась в телесериале «Даллас» с 1989 по 1991 год.
Скончалась 31 августа 2023 года на 81-м году жизни.

## Фильмография
| Год       |   | Русское название           | Оригинальное название             | Роль                        |
| --------- | - | -------------------------- | --------------------------------- | --------------------------- |
| 1966      | ф | Дикие ангелы               | The Wild Angels                   | Сюзи                        |
| 1968      | ф | Пи Джей                    | P.J.                              | Маурин Пребл                |
| 1969      | ф | Глаз кота                  | Eye of the Cat                    | Кассия Ланкастер            |
| 1969      | ф | Марлоу                     | Marlowe                           | Мэвис Валд                  |
| 1970      | ф | Фрагмент страха            | Fragment of Fear                  | Джульетта Бристов           |
| 1971      | ф | Фрилансер                  | Freelance                         | Крис                        |
| 1973      | ф | Скорпион                   | Scorpio                           | Сюзан                       |
| 1973      | ф | Легенда адского дома       | The Legend of Hell House          | Энн Барретт                 |
| 1974      | с | Падение орлов              | Fall of Eagles                    | царица Александра Фёдоровна |
| 1974      | ф | Красные ночи               | Nuits rouges                      | Женщина                     |
| 1975      | ф | Спиральная лестница        | The Spiral Staircase              | Бланш                       |
| 1976      | ф | Ликвидация                 | The Sell Out                      | Дебора                      |
| 1980      | с | Фантомас (телесериал)      | Fantômas                          | леди Бельтам                |
| 1981      | ф | Лицо на миллион долларов   | The Million Dollar Face           | Диана Мастерсон             |
| 1984      | с | Приключения Шерлока Холмса | The Adventures of Sherlock Holmes | Ирэн Адлер                  |
| 1985      | ф | Мишень                     | Target                            | Донна Ллойд                 |
| 1985      | ф | Любовница в снах           | Dream Lover                       | Клэр                        |
| 1989      | ф | Трудно быть богом          | Hard to Be a God                  |                             |
| 1989—1991 | с | Даллас                     | Dallas                            | Ванесса Бьюмонт             |